# Sentença de Morte
Sentença de Morte (Death Sentence, no original) é um filme de ação, produzido nos Estados Unidos em 2007, co-escrito por Ian Mackenzie Jeffers e Brian Garfield dirigido por James Wan.

## Sinopse
Nick Hume é um vice-presidente de uma companhia de seguros, com um filho e uma vida familiar quase perfeita. Após uma partida de hóquei, Nick e o filho mais velho param para abastecer o carro. É quando ocorre um assalto e o garoto é assassinado diante dos olhos do pai, em um ritual de iniciação de membros de um gangue de delinquentes. Ao perceber que o sistema não fará muita coisa, Nick tomado pelo desejo de vingança  decide matar um a um os envolvidos na morte do seu filho. Ele acaba por descobrir que não há limites para satisfazer o desejo de vingança.

## Elenco principal
| Ator/Atriz      | Personagem      |
| --------------- | --------------- |
| Kevin Bacon     | Nick Hume       |
| Garrett Hedlund | Billy Darley    |
| Kelly Preston   | Helen Hume      |
| Jordan Garrett  | Lucas Hume      |
| Stuart Lafferty | Brendan Hume    |
| Aisha Tyler     | Detetive Wallis |
| John Goodman    | Bones Darley    |
| Leigh Whannell  | Spink           |